# Fredebal
Fredebal, také Fredbal či Fredbalus (5. století) byl v 5. století král silingských Vandalů.
Vedl Silingy při ovládnutí Hispánie v roce 411, kdy se téměř polovina Hispánie vymkla římské vládě. Poté se s Silingy usadil v římské provincii Baetica (dnešní Andalusii), která se nacházela na jihu Hispánie. To se nezamlouvalo Římanům a tak západořímský císař Honorius pověřil svého švagra a vizigótského krále Athaulfa k obnovením pořádku na Pyrenejském poloostrově. Krále Fredebala se podařilo porazit až po smrti Athaulfa, kdy Vizigótské říši vládl král Wallia, ten v roce 416 Fredebala porazil a zajal. Poté ho poslal do Ravenny na dvůr římského císaře Honoria. Jeho další osud není známý.